# Athéisme dans la philosophie indienne
L'athéisme dans la philosophie hindoue, représentant l'absence de croyance en Ishvara, ou la non-croyance en une déité quelconque a été un point de vue prépondérant dans plusieurs courants hétérodoxes et orthodoxes de la philosophie indienne,.

## Athéisme dans la philosophieAstikaou hindoue liée aux six darshana
Le terme sanskrit Āstika (qui reconnaît l'autorité du Veda) est parfois traduit par "théiste" et Nāstika comme "athée". En sanskrit, asti signifie "il y a", et Āstika dérive d'un verbe signifiant "celui qui dit asti, celui qui croit dans l'existence de Dieu, d'un autre monde, etc.". Si la philosophie brahmanique se veut basée sur l'Être (incréé et indestructible), le Brahman présent en toute chose et en tout être vivant et dont le souffle est l'incarnation de son unité résumant tous les dieux, toutes les forces de la Nature (Brahman traduit par « Dieu » ou « Âme universelle » en Occident), la philosophie bouddhiste ne reconnaît, quant à elle, que l'« existence » du Non-être (qui est le monde du transitoire, des phénomènes éphémères, autant pour les brâhmanes que pour les bouddhistes) ; c'est en ce sens que l'hindouisme est âstika et le bouddhisme nâstika : la question d'un Dieu exclusif créant à partir du néant ne se pose pour aucune de ces deux religions, puisque pour elles le temps est cyclique, les univers détruits et recréés périodiquement, le Dieu démiurge Brahmâ qui (re)crée les univers dissous étant lui-même la création du Dieu préservateur Vishnou, par exemple. Dans la culture indienne, l'athéisme compris comme négation de tout Dieu créateur est représenté par le jaïnisme, puisque cette religion considère notre univers comme incréé et permanent, univers éternellement fini au sein d'un espace sans matière infini : on parle de transthéisme concernant le jaïnisme avec le rapport de ses philosophes avec le divin.
Utilisé comme terme technique dans la philosophie hindoue, le terme Āstika fait référence à la reconnaissance de l'autorité du Veda. Le Veda consiste en textes sacrés qui aujourd'hui est perçu comme la matrice de la religion appelée hindouisme, décrivant la création du monde par les dieux ainsi que les mythes qui justifient le système des castes. Le Veda montre quelques passages dans lesquels la croyance n'est pas comparable aux grands monothéismes (Judaïsme, Christianisme et Islam), et notamment sur l'existence des dieux et la Création du monde, comme ce passage du RigVeda l'illustre :
« Qui sait en vérité? Qui pourrait ici proclamer

D’où est née, d’où vient cette création secondaire ?

Les dieux sont nés après, par la création secondaire de ce monde.

Mais qui sait d’où celle-ci même est issue ?

Cette création, d’où elle est issue ?

A-t-elle fait l’objet ou non d’une institution ?

Celui qui surveille ce monde au plus haut firmament,

Lui seul le sait, à moins qu’il ne le sache pas. »
Autre texte considéré comme sacré par les brahmanes, le Ramayana narre, dans une grande épopée, la naissance et les exploits de Rāma, avatar de Vishnu en ce bas-monde. Les hindous tiennent l'histoire pour véridique. Des milices de nationalistes hindous ont détruit, dans les années 1990, la mosquée de Babri d'Ayodhya pour la raison que celle-ci avait été construite sur des temples hindous et jaïns détruits par les forces armées islamiques qui régnaient en ce sous-continent par le passé (pendant cinq siècles). Néanmoins, le pandit Javali y tient des propos surprenants à Rama : « Il n'y a pas d'au-delà, ni de pratiques religieuses qui permettent de l'atteindre » ; et aussi cette démystification radicale de la religion : « les injonctions relatives à la vénération des dieux, aux sacrifices, aux dons et aux pénitences qui figurent dans les shastras émanent d'individus astucieux qui visaient uniquement à gouverner autrui ». Javali donne également ce conseil:« Ne te fie qu'à ta propre expérience et détourne-toi de ce qui ne relève pas de l'expérience humaine ».
Bien qu'appartenant à l'hindouisme, et à l'intérieur des écoles Astika enseignant la philosophie hindoue, l'école Samkhya et l'école Mimamsa ne comprennent pas de dieu créateur dans leurs systèmes respectifs de pensée.
Le point de vue athée des écoles Samkhya et Mimamsa au sein de la philosophie hindoue prennent la forme d'un rejet de la croyance en un dieu créateur unique ou absolu. L'école Samkhya admet toutefois dans son système philosophique l'existence dualiste de Prakriti (la Nature) et de Purusha (l'esprit) et ne considère pas Ishvara ("Dieu") comme le fait l'école du Yoga dont l'autorité s'appuie sur les Yoga Sutra de Patañjali.
Les premiers Mimamsakas croyaient dans l'adrishta ("invisible") en tant que résultat des karmas et ne voulait nul besoin d'Ishvara dans leur système de pensée. La Mimamsa, en tant que philosophie, ne prend en compte que le karma, ce qui engendre parfois l'appellation de cette philosophie Karma-Mimamsa.
Swami Vivekananda, qui fit connaître la pensée hindoue en Occident, dit un jour : « De même que certaines religions dans le monde nomment athée l'homme qui ne croit pas à un Dieu existant en dehors de sa personne, nous disons quant à nous qu'est athée l'homme qui ne croit pas en lui-même. De ne pas croire à la splendeur de sa propre âme, voilà ce que nous nommons athéisme ».

## Athéisme dans la philosophie Nastika
Dans la philosophie indienne, trois écoles de pensée sont généralement classées comme nastika: le jaïnisme, le bouddhisme et le charvaka, du fait de leur rejet de la doctrine des Vedas. Dans cette optique, nastika fait référence à la non-croyance dans les Vedas, plutôt que dans la non-croyance en Dieu. Cependant, toutes ces écoles rejettent aussi la notion d'un dieu créateur et le mot nastika devient alors synonyme d'athéisme par association.
Les origines du Cārvāka, fondateur de l'école athée de philosophie indienne, qu'on appelle aussi lokayata (ceux qui croient en l'existence du monde, loka) sont datées de l'an 600 av. J.-C., bien que certaines dates plus anciennes soient avancées, faisant déjà références aux enseignements de cette école de pensée. La philosophie cārvāka semble avoir disparu peu après l'an 1400. Cette école était hédoniste, et affirmait qu'il n'existait pas de vie après la mort. Ainsi l'injonction de Charvaka: « Vivez joyeusement tant que la vie vous appartient ». Charvaka conteste vigoureusement les superstitions propagées par la caste des prêtres, les brahmanes : « Il n'y a ni ciel, ni libération finale, ni aucune âme résidant dans un autre monde (…). Les cérémonies funèbres prescrites par les brahmanes ne visent à rien d'autre qu'à assurer leur propre subsistance - aucun fruit ne peut être récolté nulle part ».

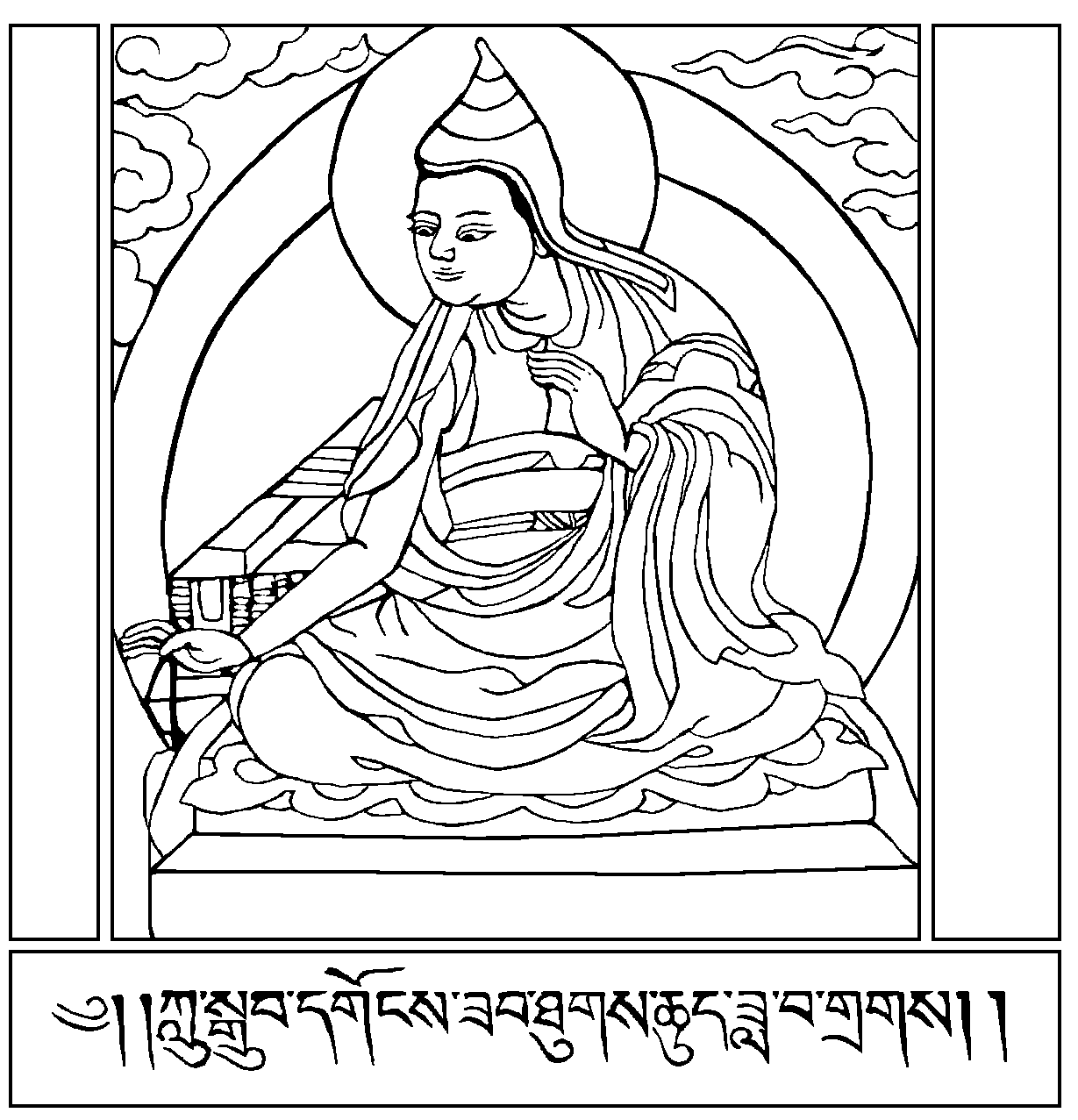
Représentation de Dharmakirti, philosophe bouddhiste

Dharmakirti, un philosophe bouddhiste du VIIe siècle, dont certains disent qu'il a été influencé par la philosophie cārvāka, écrit :
« वेद प्रामाण्यं कस्य चित् कर्तृवादः स्नाने धर्मेच्छा जातिवादाव लेप

संतापारंभः पापहानाय चेति ध्वस्तप्रज्ञानां पञ्च लिङगानि जाड्ये »
« Croire que les Vedas sont sacrés ou divins, croire à un Créateur pour le monde,

Prendre son bain dans des eaux sacrées pour gagner le paradis, être fier et vaniteux de sa caste,

Et réaliser des pénitences pour absoudre ses fautes,

Sont cinq symptômes de la perte de la Raison. »
Cette strophe illustre néanmoins la position classique du Bouddha par rapport aux cultes religieux, à savoir: le Bouddha refuse l'autorité des Vedas et des Upanishads et appelle à estimer par soi-même toutes les doctrines. Cela s'applique y compris sa propre doctrine : le Bouddha demande qu'on éprouve par soi-même son enseignement tout comme l'orfèvre raffine lui-même le minerai d'or. Le Bouddha refuse la Révélation qu'il considère comme semblable à un homme qui prétendrait tenir quelque chose dans son poing fermé et qu'il nous faudrait croire sur parole. Par ailleurs, le Bouddha compare aussi la croyance alimentée par les brahmanes à une suite d'aveugles qui se tiendraient les uns à la suite des autres : aucun n'a vu le dieu révélé (ici Brahmâ), chacun se fie à son prédécesseur comme un aveugle fait confiance à la personne devant lui : « Si ces brahmanes versés dans les trois Veda montrent la voie pour s'unir avec quelqu'un dont ils ne savent rien, qu'ils n'ont jamais vu en disant: « Voici la voie directe, voici la véritable voie, la voie qui mène l'individu qui la suit à l'état d'union avec Brahmâ », c'est un fait qui ne tient pas debout. Ô brahmane, la parole des brahmanes versés dans les trois Veda est semblable à une rangée d'aveugles attachés ensemble - le premier ne peut pas voir, celui qui est au milieu ne pas voir et celui qui est à la fin ne peut pas voir. Alors la parole de ces brahmanes versés dans les trois Veda s'avère une parole qui mérite d'exciter le rire, une prétendue parole, une parole insensée, une parole vide »". Le même soutra compare la croyance dans les qualités divines à l'idiot qui tomberait amoureux de la plus jolie femme du pays sans l'avoir vue et sans même savoir où elle peut habiter. Le Bouddha y compare aussi l'utilité des rites religieux et des prières à l'homme qui voudrait traverser un fleuve et qui, pour cela, ferait des imprécations à l'autre rive pour que celle-ci se déplace de ce côté-ci.
Le Bouddha ne récuse pas néanmoins l'existence des dieux, à la nuance près que ces dieux ne sont plus considérés comme immortels, infaillibles et absolus. Les dieux vivent dans un monde céleste favorable une longue vie, mais au terme de laquelle ils finissent par dépérir et mourir. Les dieux doivent être respectés (dans un esprit de tolérance), mais il n'est pas du tout indispensable de les vénérer. Ceci étant dit, le Bouddha refuse catégoriquement l'existence d'un Créateur de ce monde. Dans la logique bouddhiste en effet, tout phénomène est produit à partir d'une multiplicité de causes. Et donc une cause unique de ce monde en la personne d'un Créateur tout-puissant est inconcevable pour les philosophes bouddhistes. Comme le dit Amartya Sen : « le scepticisme métaphysique (du Bouddha Gautama) eut en effet pour particularité de contester l'importance pratique de la question de l'existence ou l'inexistence de Dieu en posant l'être humain peut choisir de bien se comporter indépendamment de toute divinité -qu'elle soit réelle ou imaginaire ».
Le Bouddha récuse aussi l'utilité des rituels des purifications comme les bains dans le Gange ou les rivières sacrées de l'Inde: « Un fou aux actions noires bien qu'il se baigne souvent dans un fleuve sacré ne se purifie pas »". Pour le Bouddha, la seule façon rationnelle de se purifier moralement est de purifier ses actions : « Étends la pensée de paix à tous les êtres, si tu ne dis pas de paroles fausses, si tu ne nuis pas à la vie, si tu ne prends pas ce qui n'est pas donné, si tu as confiance et sans convoitise, qu'iras-tu faire à la Gayâ? Ton puits aussi est la Gayâ »".
Par ailleurs, le Bouddha (tout comme Mahavira) refusait le système des castes, refusant d'établir que l'un était brahmane par la naissance et l'autre paria par la naissance : « Ce n'est pas par la naissance que l'on devient paria. Ce n'est par la naissance que l'on devient brahmane. C'est par ses actes que l'on devient un paria. c'est par ses actes que l'on devient un brahmane »". Le Bouddha refusait également les mortifications et les ascèses extrêmes qui sont à ses yeux « pénibles, ignobles et engendrent de mauvaises conséquences »". Il prônait en fait la Voie du Milieu entre l'extrême des plaisirs des sens et l'extrême des mortifications. La stance de Dharmakirti est donc un condensé de la pensée critique du Bouddha par rapport à la religion.
Le bouddhisme et le jaïnisme trouvent leurs origines dans la tradition shramana et ne sont pas hédonistes. Il convient toutefois de mentionner que les ajīvikas (religion éteinte depuis), dont le fondateur, Makkhali Gosala, était un contemporain de Mahavira et de Gautama Buddha (respectivement les figures centrales du jaïnisme et du bouddhisme). Gosala et ses fidèles ne croyait pas en l'existence d'un dieu créateur.

## Athées hindous contemporains

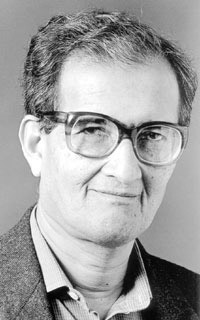
Amartya Sen, prix Nobel indien

Le prix Nobel indien Amartya Sen, dans une interview avec Pranab Bardhan pour le California Magazine publiée en 2006 par l'Université Berkeley de Californie, déclare : « D'une certaine façon, les gens ont l'habitude de penser que l'Inde était spirituelle et très religieuse. Cela donne du crédit aux interprétations religieuses en Inde, alors que le sanskrit a une littérature athée très importante, plus encore que dans la plupart des autres langues classiques. Même à l'apogée de la tradition hindoue, beaucoup de gens étaient athées. Madhva Acharya, le remarquable philosophe du XIVe siècle, écrivait ce livre génial intitulé Sarvadarshanasamgraha, qui recensait et discutait des écoles de pensée religieuses dans la structure hindoue. Le premier chapitre, "Athéisme" est une présentation complète de l'athéisme, avec de nombreux arguments en faveur de l'athéisme et du matérialisme. »

### Athées hindous célèbres
- Amartya Sen, économiste et lauréat du prix dit Nobel d'économie en 1998[26],[27],[28].
- Amol Palekar, notable et réalisateur, athée déclaré, de culture hindoue.
- Manabendra Nath Roy, révolutionnaire indien bengali, théoricien politique et militant, fondateur des partis politiques communistes en Inde et au Mexique.